# Sarcy
Sarcy é uma comuna francesa na região administrativa do Grande Leste, no departamento de Marne. Estende-se por uma área de 6.9 km², e possui 256 habitantes, segundo o censo de 2018, com uma densidade de 37 hab/km².